# Campeonato Brasiliense de Futebol - Segunda Divisão
O Campeonato Brasiliense de Futebol da Segunda Divisão é a divisão de acesso ao Campeonato Brasiliense de Futebol, o campeonato estadual do Distrito Federal brasileiro. Foi disputado durante a fase amadora nos anos 60, e novamente desde 1997 já na era profissional do futebol local.

## Lista dos Campeões

### Campeões (Era Amadora)
| Edição | Ano  | Campeão                 | Vice-campeão                 | Terceiro lugar       | Quarto lugar        |
| ------ | ---- | ----------------------- | ---------------------------- | -------------------- | ------------------- |
| 1.ª    | 1960 | Sobradinho (Sobradinho) | Real (Gama)                  | Guanabara (Brasília) | Trópicos (Brasília) |
| 2.ª    | 1961 | Guanabara (Brasília)    | Colombo (Núcleo Bandeirante) | Real (Gama)          | La Salle (Brasília) |
| 3.ª    | 1963 | Dínamo (Brasília)       | Luziânia (Luziânia (GO)      |                      |                     |

### Campeões e Vices (Era Profissional)
| Edição | Ano  | Campeão                               | Vice-campeão                        | Terceiro lugar                    | Quarto lugar                          |
| ------ | ---- | ------------------------------------- | ----------------------------------- | --------------------------------- | ------------------------------------- |
| 1.ª    | 1997 | Itapuã (Unaí(MG)                      | Taguatinga (Taguatinga)             | Atlântida (Taguatinga)            | União (Paracatu (MG))                 |
| 2.ª    | 1998 | Ceilândia (Ceilândia)                 | Brazlândia (Brazlândia)             | Alexaniense (Alexânia (GO))       | Comercial (Núcleo Bandeirante)[COM]   |
| 3.ª    | 1999 | Formosa (Formosa (GO))                | Comercial (Núcleo Bandeirante)[COM] | Itapuã (Unaí (MG))                | Planaltina (Planaltina)               |
| 4.ª    | 2000 | Brasiliense (Taguatinga)              | ARUC (Cruzeiro)                     | Ceilandense (Ceilândia)           | 26 de Outubro (Ceilândia)             |
| 5.ª    | 2001 | Brasília (Brasília)                   | CFZ (Brasília)                      | Luziânia (Luziânia (GO))          | Ceilandense (Ceilândia)               |
| 6.ª    | 2002 | Dom Pedro II(Guará)[DOM]              | Unaí Itapuã (Unaí (MG))             | Formosa (Formosa (GO))            | Santa Maria (Santa Maria)             |
| 7.ª    | 2003 | Sobradinho (Sobradinho)               | Paranoá (Paranoá)                   | Brasília (Brasília)               | Samambaia (Samambaia)                 |
| 8.ª    | 2004 | Paranoá (Paranoá)                     | Santa Maria (Santa Maria)           | Brasília (Brasília)               | Esportivo Guará (Guará)               |
| 9.ª    | 2005 | Capital (Guará)                       | Ceilandense (Ceilândia)             | Brazlândia (Brazlândia)           | Esportivo Guará (Guará)               |
| 10.ª   | 2006 | Esportivo Guará (Guará)               | Samambaia (Samambaia)               | Renovo (Samambaia)                | Ceilandense (Ceilândia)               |
| 11.ª   | 2007 | Brazlândia (Brazlândia)               | Legião (Brasília)                   | Cruzeiro (Cruzeiro)               | Samambaia (Samambaia)                 |
| 12.ª   | 2008 | Brasília (Brasília)                   | Luziânia (Luziânia (GO)             | Cruzeiro (Cruzeiro)               | Ceilandense (Ceilândia)               |
| 13.ª   | 2009 | Ceilandense (Ceilândia)               | Botafogo (Gama)                     | Unaí (Unaí (MG))                  | Brazsat (Recanto das Emas)            |
| 14.ª   | 2010 | CFZ (Brasília)                        | Formosa (Formosa (GO)               | Legião (Brasília)                 | Cruzeiro (Cruzeiro)                   |
| 15.ª   | 2011 | Brazlândia (Brazlândia)               | Sobradinho (Sobradinho)             | Luziânia (Luziânia (GO)           | Legião (Brasília)                     |
| 16.ª   | 2012 | Unaí Itapuã (Unaí (MG))               | Brasília (Brasília)                 | Bolamense (Samambaia)             | Santa Maria (Santa Maria)             |
| 17.ª   | 2013 | Formosa (Formosa (GO))                | Santa Maria (Santa Maria)           | Paranoá (Paranoá)                 | Cruzeiro (Cruzeiro)                   |
| 18.ª   | 2014 | Samambaia (Samambaia)                 | Cruzeiro (Cruzeiro)                 | Paranoá (Paranoá)                 | Bandeirante (Núcleo Bandeirante)[COM] |
| 19.ª   | 2015 | Atlético Taguatinga (Taguatinga)[COM] | Planaltina (Planaltina (GO))        | Paranoá (Paranoá)                 | Planaltina (Planaltina)               |
| 20.ª   | 2016 | Dom Pedro (Núcleo Bandeirante)[DOM]   | Paranoá (Paranoá)                   | CFZ (Brasília)                    | Bolamense (Samambaia)                 |
| 21.ª   | 2017 | Bolamense (Samambaia)                 | Samambaia (Samambaia)               | CFZ (Brasília)                    | Botafogo-DF (Guará)                   |
| 22.ª   | 2018 | Capital-DF (Guará)                    | Taguatinga (Taguatinga)             | Planaltina (Planaltina)           | Legião (Brasília)                     |
| 23.ª   | 2019 | Paranoá (Paranoá)                     | Ceilandense (Ceilândia)             | Botafogo-DF (Guará)               | Planaltina (Planaltina)               |
| 24.ª   | 2020 | Samambaia (Samambaia)                 | Santa Maria (Santa Maria)           | Sesp-Samambaense (Samambaia)[SES] | Legião (Brasília)                     |
| 25.ª   | 2021 | Paranoá (Paranoá)                     | Brasília (Brasília)                 | Grêmio Brazlândia (Brazlândia)    | Ceilandense (Ceilândia)               |
| 26.ª   | 2022 | Samambaia (Samambaia)                 | Real Brasília (Brasília)            | Ceilandense (Ceilândia)           | Planaltina (Planaltina)               |
| 27.ª   | 2023 | Ceilandense (Ceilândia)               | Planaltina (Planaltina)             | Luziânia (Luziânia (GO)           | Grêmio Brazlândia (Brazlândia)        |
| 28.ª   | 2024 | Sobradinho (Sobradinho)               | Legião (Brasília)                   | Taguatinga (Taguatinga)           | SESP Brasília (Samambaia)             |

COM. O Clube Atlético Taguatinga era conhecido como Associação Desportiva Comercial entre 1994 e 2000. Era conhecido como Clube Atlético Bandeirante entre 2006 e 2015.
DOM. O Real Brasília Futebol Clube era conhecido como Esporte Clube Dom Pedro II entre 1996 e 2009. Era conhecido como Esporte Clube Dom Pedro Bandeirante entre 2009 e 2016.
SES. A Sociedade Esportiva Planaltina era apelidada de SESP Samambaense entre 2018 e 2020.

## Número de títulos

### Por Equipe
| Clube            | Localidade         | Títulos               | Vices                       | Terceiro              | Quarto                      |
| ---------------- | ------------------ | --------------------- | --------------------------- | --------------------- | --------------------------- |
| Paranoá          | Paranoá            | 3 (2004, 2019 e 2021) | 2 (2003 e 2016)             | 3 (2013, 2014 e 2015) | 0                           |
| Samambaia        | Samambaia          | 3 (2014, 2020 e 2022) | 2 (2006 e 2017)             | 0                     | 2 (2003 e 2007)             |
| Sobradinho       | Sobradinho         | 3 (1960, 2003 e 2024) | 1 (2011)                    | 0                     | 0                           |
| Ceilandense      | Ceilândia          | 2 (2009 e 2023)       | 2 (2005 e 2019)             | 2 (2000 e 2022)       | 3 (2001, 2006 e 2008)       |
| Brasília         | Brasília           | 2 (2001 e 2008)       | 2 (2012 e 2021)             | 2 (2003 e 2004)       | 0                           |
| Unaí             | Unaí (MG)          | 2 (1997 e 2012)       | 1 (2002)                    | 2 (1999 e 2009)       | 0                           |
| Brazlândia       | Brazlândia         | 2 (2007 e 2011)       | 1 (1998)                    | 1 (2005)              | 1 (2023)                    |
| Formosa          | Formosa (GO)       | 2 (1999 e 2013)       | 1 (2010)                    | 1 (2002)              | 0                           |
| Real             | Núcleo Bandeirante | 2 (2002 e 2016)       | 1 (2022)                    | 0                     | 0                           |
| Capital-DF       | Guará              | 2 (2005 e 2018)       | 0                           | 0                     | 0                           |
| Taguatinga       | Taguatinga         | 1 (2015)              | 4 (1961, 1997, 1999 e 2018) | 1 (2024)              | 2 (1998 e 2014)             |
| CFZ de Brasília  | Brasília           | 1 (2010)              | 1 (2001)                    | 2 (2016 e 2017)       | 0                           |
| Botafogo-DF      | Brasília           | 1 (2006)              | 1 (2009)                    | 0                     | 4 (2004, 2005, 2017 e 2019) |
| Riacho City      | Riacho Fundo       | 1 (2017)              | 0                           | 2 (2006 e 2012)       | 1 (2016)                    |
| Guanabara        | Brasília           | 1 (1961)              | 0                           | 1 (1960)              | 0                           |
| Brasiliense      | Taguatinga         | 1 (2000)              | 0                           | 1 (1997)              | 0                           |
| Dínamo           | Brasília           | 1 (1963)              | 0                           | 0                     | 0                           |
| Ceilândia        | Ceilândia          | 1 (1998)              | 0                           | 0                     | 0                           |
| Luziânia         | Luziânia (GO)      | 0                     | 2 (1963 e 2008)             | 3 (2001, 2011 e 2023) | 0                           |
| Legião           | Brasília           | 0                     | 2 (2007 e 2024)             | 1 (2010)              | 2 (2011 e 2018)             |
| Santa Maria      | Santa Maria        | 0                     | 2 (2004 e 2013)             | 0                     | 2 (2002 e 2012)             |
| Cruzeiro         | Cruzeiro           | 0                     | 1 (2014)                    | 2 (2007 e 2008)       | 2 (2010 e 2013)             |
| Planaltina-DF    | Planaltina         | 0                     | 1 (2023)                    | 1 (2018)              | 4 (1999, 2015, 2019 e 2022) |
| Real de Brasília | Gama               | 0                     | 1 (1960)                    | 1 (1961)              | 0                           |
| Planaltina       | Planaltina (GO)    | 0                     | 1 (2015)                    | 0                     | 1 (2024)                    |
| ARUC             | Cruzeiro           | 0                     | 1 (2000)                    | 0                     | 0                           |
| Alexaniense      | Alexânia (GO)      | 0                     | 0                           | 1 (1998)              | 0                           |
| Trópicos         | Brasília           | 0                     | 0                           | 0                     | 1 (1960)                    |
| La Salle         | Brasília           | 0                     | 0                           | 0                     | 1 (1961)                    |
| União            | Paracatu (MG)      | 0                     | 0                           | 0                     | 1 (1997)                    |
| 26 de Outubro    | Ceilândia          | 0                     | 0                           | 0                     | 1 (2000)                    |
| Brazsat          | Recanto das Emas   | 0                     | 0                           | 0                     | 1 (2009)                    |

### Por Localidade
| Localidade         | Campeão | Vice |
| ------------------ | ------- | ---- |
| Brasília           | 6       | 7    |
| Paranoá            | 3       | 2    |
| Sobradinho         | 3       | 1    |
| Taguatinga         | 2       | 3    |
| Samambaia          | 2       | 2    |
| Brazlândia         | 2       | 1    |
| Ceilândia          | 2       | 1    |
| Formosa (GO)       | 2       | 1    |
| Guará              | 2       | 0    |
| Núcleo Bandeirante | 2       | 0    |
| Unaí (MG)          | 1       | 1    |
| Itapuã Unaí (MG)   | 1       | 0    |
| Cruzeiro           | 0       | 2    |
| Luziânia (GO)      | 0       | 2    |
| Santa Maria        | 0       | 2    |
| Gama               | 0       | 1    |
| Planaltina (GO)    | 0       | 1    |

### Técnicos campeões da Segunda Divisão
| Ano  | Equipe campeã | Técnico campeão |
| ---- | ------------- | --------------- |
| 2018 | Capital       | Hugo Almeida    |
| 2019 | Paranoá       | Vandinho        |